# Marián Geišberg
Marián Geišberg (ur. 23 grudnia 1953 w Pieszczanach, zm. 10 listopada 2018 w Bratysławie) – słowacki aktor, wokalista, komik i pisarz.
Studiował aktorstwo w Wyższej Szkole Sztuk Scenicznych w Bratysławie.

## Filmografia (wybór)
- 1982: Pásla kone na betóne
- 2006: Jak se krotí krokodýli
- 2008: Muzika
- 2009: Janosik. Prawdziwa historia
- 2013: Revival
- 2014: Krok do tmy
- 2014: Tři bratři
- 2015: Sedmero krkavců
- 2016: Hlas pro římského krále
- 2018: Čertí brko